# فرازر إرفينغ
فرازر إرفينغ (بالإنجليزية: Frazer Irving)‏ هو فنان قصص مصورة بريطاني، ولد في 1970 في إيلفورد ‏ في المملكة المتحدة.

## وصلات خارجية
- الموقع الرسمي